# Gruk
Gruk er en særlig type af digte opfundet af Piet Hein omkring 9. april 1940. Nogle har set ordet som en sammentrækning af "grin" og "suk", men han mente selv, at han havde grebet ordet ud af luften. 

De fleste er skrevet på dansk, men mange er oversat til mere end tyve sprog. Det er korte, underfundige digte, ofte med tegninger, der forener glæde med sorg, mørke med lys. De henved 10 000 gruk er kommet i oplag på mindst halvanden million og er oversat til flere end 20 sprog. Piet Hein gendigtede dem selv på engelsk.
Royal Copenhagen lavede en overgang porcelæns-platter med digtene ledsaget af en illustration.